# ER29型电力动车组
ER29型电力动车组（俄語：Электропо́езд ЭР29）是苏联铁路的电力动车组车型之一，适用于供电制式为25千伏工频单相交流电的电气化铁路，由拉脱维亚里加车辆制造厂设计及制造，该型列车仅试制一列，未有投入批量生产。
1980年代，全苏铁道运输科学研究院、全苏车辆制造科学研究院里加分部开始研制新一代采用晶闸管斩波器的交流电力动车组，来取代以往使用调压开关的电力动车组。1985年，里加车辆制造厂试制了首列ER29型电力动车组。ER29型电力动车组是采用动力分散方式的交流电力动车组，首列原型车采用“三动三拖”的6辆编组，由2辆带司机室的头部控制拖车、1辆中间拖车、13辆中间动车组成，每“一动一拖”组成一个电气独立单元。车体采用低合金钢整体承载式焊接结构，车体长度为21,500毫米，比ER9型电力动车组延长了1,900毫米。控制拖车自重49吨、中间动车自重61.5吨、中间拖车自重46.3吨，三种车厢的座席定员分别为83、107、116人。列车采用交—直流电传动，拖车的车顶装有一台受电弓和空气断路器，车底下装有一台ОНМЦЭР-1600/25-23У1型牵引变压器和一台СРОМ-1600.83.У1型硅整流器；动车装有一台晶闸管斩波器和四台1ДТ-012型牵引电动机。牵引电动机为四极串励直流电动机，额定电压为825伏，小时功率为260千瓦，额定转速为每分钟700转。

## 参看
- ER1型电力动车组
- ER2型电力动车组
- ER6型电力动车组
- ER7型电力动车组
- ER9型电力动车组
- ER10型电力动车组
- ER11型电力动车组
- ER12型电力动车组
- ER22型电力动车组